# アレクサンダー多項式
数学におけるアレクサンダー多項式（アレクサンダーたこうしき、英: Alexander polynomial）は、各種結び目に整数係数多項式を割り当てる結び目不変量である。アレクサンダー多項式は最初に発見された多項式不変量で、1923年にJ.W.アレクサンダーが発見した。1969年にジョン・コンウェイは、この多項式（の、今日ではアレクサンダー・コンウェイ多項式と呼ばれている形）が、スケイン関係式を用いて計算できることを示した。1984年にジョーンズ多項式が発見されて初めて、アレクサンダー多項式の幾何学的な意味が明らかになった。また、コンウェイは、すぐにアレクサンダー多項式を再研究し、アレクサンダー自身の論文の中で、すでに同様の スケイン関係式 が示されていることを明らかにしている。

## 定義
3次元球面における結び目を K とし、X を K の結び目補空間の無限巡回被覆とする。この被覆 X は、K の結び目補空間を K のザイフェルト曲面に沿って切って得られる境界付き多様体の可算無限個のコピーを、巡回的に貼合せることで得られる。X に作用する被覆変換 t が存在するが、X の（整数係数の）一次元ホモロジー群 H1(X) を考えれば、被覆変換 t の作用を H1(X) 上へ移すことができるので、H1(X) をローラン多項式環 Z[t, t−1] 上の加群とみなすことができる。このような加群と見た H1(X) をアレクサンダー不変量または（一次の）アレクサンダー加群と呼ぶ。 
アレクサンダー加群は有限表示可能であり、アレクサンダー加群に関する行列表示をアレクサンダー行列と呼ぶ。表示の生成元の数 r が表示の基本関係式の数 s 以下のときは、アレクサンダー行列の r × r 小行列式全体の生成するイデアル（これを、零次フィッティングイデアルまたはアレククサンダーイデアルという）を考える。また r > s のときはアレクサンダーイデアルは零イデアルであるものとする。アレクサンダーイデアルが主イデアルであれば、ただ一つの生成元が取れて、各元がその生成元の多項式として書ける（これを結び目のアレクサンダー多項式と呼ぶ）。この時の生成元はローラン単項式 ±tn を掛ける違いを除いて一意であるから、特定の形を決めて一通りに表せるようにすることも多い。特にアレクサンダーは多項式の定数項が正の値になるようにアレクサンダー多項式の正規形を定めた。
アレクサンダーはアレクサンダーイデアルが零イデアルでないことおよび常に主イデアルとなることを示した。故に結び目 K のアレクサンダー多項式 ΔK(t) は常に存在し、かつ明らかに結び目不変量となる。しかし、1本の紐からなる結び目のときアレクサンダー多項式 ΔK(t) は、t2 の多項式となり、鏡像に対しも同じ多項式となる。つまり、アレクサンダー多項式は、鏡像関係にある 2つの結び目を識別できない。

## アレクサンダー多項式の計算
アレクサンダー多項式に対する以下の計算手法はアレクサンダーが自身の論文で与えたものである。
結び目の向きづけられた射影図の交叉点の数が n であるとする。この図は平面を n + 2 個の領域に分ける。アレクサンダー多項式を計算するには、まずサイズが n × (n + 2) の接続行列を作らねばならない。この行列の n 本の行が n 個の交叉点に対応し、n + 2 本の列が領域に対応する。この接続行列の各成分の値は 0, 1, −1, t, −t のいずれかである。
行列の各成分は、ある特定の領域と交叉点に対応して決まる。その領域がその交叉点に隣接しないならば成分の値は 0 である。また領域がその交叉点に隣接するときは、その位置関係で成分の値が決まる。位置関係は下をくぐる線が入ってくる方から交叉点を見てのものとして、成分は以下の表のように与えられる。
領域が交叉点をくぐる前の左側にあるとき: −t
領域が交叉点をくぐる前の右側にあるとき: 1
領域が交叉点をくぐった後の左側にあるとき: t
領域が交叉点をくぐった後の右側にあるとき: −1
接続行列から隣接する領域に対応する二つの列を取り除いてできる n × n 行列に対してその行列式を考えることができる。このときどの列を取り除くかに依って、得られる行列式の値は ±tn を掛ける分だけ違ってくるが、このあいまいさを取り除くために t の可能な限り最大の冪で割り、必要ならば −1 を掛けて、定数項が正になるようにする。こうして得られる多項式がアレクサンダー多項式である。
ザイフェルト行列からもアレクサンダー多項式を計算することができる。
アレクサンダーの仕事の後、フォックス(R. Fox)は結び目群 {\displaystyle \pi _{1}(S^{3}\backslash K)} の表現を考え、非可換な別の計算方法を導入した Fox (1961)。彼の計算もまた、{\displaystyle \Delta _{K}(t)} の計算が可能である。高次のアレクサンダー多項式への彼のアプローチの詳細は、Crowell & Fox (1963)に記載されている。

## アレクサンダー多項式の基本性質
アレクサンダー多項式は対称である。すなわち任意の結び目 K に対して
{\displaystyle \Delta _{K}(t^{-1})=\Delta _{K}(t)}
が成立する。
定義節に挙げた定義に従えば、このことはポアンカレ双対同型 {\displaystyle {\overline {H_{1}X}}\simeq \mathrm {Hom} _{\mathbb {Z} [t,t^{-1}]}(H_{1}X,G)} の一つの表現になっている。ここで G は、ローラン多項式環 Z[t, t−1] の商体の、Z[t, t−1] による剰余環で、これは Z[t, t−1]-加群とみなすことができる。また H1X は H1X は共軛 Z[t, t−1]-加群、即ち単にアーベル群とみたときは Z[t, t−1] と同じものだが、被覆変換 t が t−1 として作用するものである。
また、アレクサンダー多項式の 1 における値は Z の単元である。すなわち
{\displaystyle \Delta _{K}(1)=\pm 1}
が成り立つ。
同じく定義の意味を考えれば、このことは結び目の補空間が被覆変換 t の生成するホモロジー円周となっているという事実を表している。より一般に、M が自由階数 rank(H1X) = 1 となるような三次元多様体のとき、M はその無限巡回被覆空間の位数イデアル（行列式イデアル）として定義されるアレクサンダー多項式 ΔM(t) を持つ。この場合、ΔM(1) は、符号の違いを除いて一次元ホモロジー群 H1M のねじれ部分群の位数に等しい。
対称かつ 1 における値が単元であるような任意のローラン多項式が、何らかの結び目のアレクサンダー多項式となることが知られている (Kawauchi 1996)

## アレクサンダー多項式の幾何学的意味
アレクサンダーイデアルは主イデアルであるから、ΔK(t) = 1 となるための必要十分条件は結び目群（結び目の補空間の基本群）の交換子部分群が完全群（つまりそのアーベル化が自明となる群）となることである。
位相的スライス結び目については、そのアレクサンダー多項式はフォックス・ミルナー条件
{\displaystyle \Delta _{K}(t)=f(t)f(t^{-1})}
を満足する。ただし、f(t) は何か別の整係数ローラン多項式である。
結び目の種数の 2倍はアレクサンダー多項式の次数で下から抑えられる（アレクサンダー多項式の次数は種数の2倍を超えない）。
マイケル・フリードマンは三次元球面内の結び目が位相的スライスであることを示した。つまり、結び目のアレクサンダー多項式が自明ならば、その結び目は 4次元球面に含まれる「局所平坦」な位相的円板で囲まれる (Freedman & Quinn 1990)。
Kauffman (1983) には、物理モデルから導出される状態和を通したアレクサンダー多項式の構成の最初の記述なされている。これらのトピックスと他の物理学との関連については、Kauffman (2001) にサーベイがある。
曲面と滑らかな四次元位相幾何との関係はほかにもある。例えば、ある種の仮定の下で、手術を施して滑らかな 4次元多様体を変形する方法がある。これは二次元トーラスの適当な近傍を取り除いて、その部分を S1 と交叉する結び目補空間で置き換えるものである。手術で得られた滑らかな四次元多様体はもともとの 4次元多様体と同相だが、サイバーグ・ウィッテン不変量は、結び目のアレクサンダー多項式を掛ける分だけ変化する。
対称性を持つ結び目はより限定的な形のアレクサンダー多項式を持つことが知られている（Kawauchi (1996) の symmetry 節を参照）が、アレクサンダー多項式からは強可逆性などのある種の対称性がわからないこともある。
結び目補空間が円周上でファイバー付くならば、その結び目のアレクサンダー多項式がモニック(monic)（つまり最高次と最低次の項の係数が ±1）であることが知られている。実は、CK を結び目 K の結び目補空間として S → CK → S1 がファイバー束となるならば、g: S → S がモノドロミーを表すものとして、ΔK(t) = det(tI − g∗) が成り立つ。ここで g∗: H1S → H1S は g がホモロジーの上に誘導する写像である。

## サテライト演算との関係
結び目 K が同伴結び目 K′ を持つサテライト結び目、即ち S1 × D2 ⊂ S3 を結ばれていないトーラス体（ソリッド・トーラス）として埋め込み f: S1 × D2 → S3 で K = f(K′) を満たすものが存在するとき、
{\displaystyle \Delta _{K}(t)=\Delta _{f(S^{1}\times \{0\})}(t^{a})\Delta _{K'}(t)}
が成り立つ。ただし、a ∈ Z は一次元ホモロジー群 H1(S1 × D2) において K′ ⊂ S1 × D2 を表す整数である。
例えば、連結和に関して
{\displaystyle \Delta _{K_{1}\#K_{2}}(t)=\Delta _{K_{1}}(t)\Delta _{K_{2}}(t)}
が成り立つ。特に K を捻りの無いホワイトヘッド二重結び目とすれば ΔK(t) = ±1 が成り立つ。

## アレクサンダー・コンウェイ多項式
アレクサンダーはアレキサンダー多項式がスケイン関係式を満たすことを証明した。のちにコンウェイが別の形の関係式としてこれを再発見し、スケイン関係式と自明な結び目における値とを考えればアレクサンダー多項式を決定するのに十分であることを示した。コンウェイ版のアレクサンダー多項式は z を変数とする整数係数多項式 ∇(z) で、アレクサンダー・コンウェイ多項式（あるいはコンウェイ多項式、コンウェイ・アレクサンダー多項式など）と呼ばれる。
向きを持つ絡み目の射影図が与えられたとき、L+, L−, L0 は与えられた図の特定の交叉点の近くの領域で、以下の図
の指し示すとおり交叉を取り替えたり円滑化したりして得られる絡み目の射影図を表すものである。
コンウェイによるスケイン関係式は以下のようなものである。
- {\displaystyle \nabla (O)=1}（ただし O は自明な結び目の任意の射影図）
- {\displaystyle \nabla (L_{+})-\nabla (L_{-})=z\nabla (L_{0})}

コンウェイ多項式と標準アレクサンダー多項式との関係は
{\displaystyle \Delta _{L}(t^{2})=\nabla _{L}(t-t^{-1})}
で与えられる。ここで ΔL は（±tn/2 を掛けて）スケイン関係式 
{\displaystyle \Delta (L_{+})-\Delta (L_{-})=(t^{1/2}-t^{-1/2})\Delta (L_{0})}
を満たすようにきちんと正規化されている必要がある。この関係式は変数 t1/2 に関するローラン多項式を与えるものになっていることに注意。
三葉結び目(trefoil)のコンウェイ多項式の計算例についてはknot theoryを参照。

## コバノフホモロジーとの関係
Ozsvath & Szabo (2004) と Rasmussen (2003) では、アレクサンダー多項式が複体のオイラー標数として提示されていて、その複体のホモロジーは考えている結び目 {\displaystyle K} とイソトピー不変量である。従って、フレアーホモロジーの理論は、アレクサンダー多項式のカテゴリフィケーション(categorification)である。詳細は、コバノフホモロジー Khovanov (2003)を参照。